# Know Your Enemy (album de Manic Street Preachers)
Pour les articles homonymes, voir Know Your Enemy.
Albums de Manic Street Preachers
This Is My Truth Tell Me Yours
(1998) Lifeblood
(2004)
Know Your Enemy est le sixième album du groupe gallois de rock alternatif Manic Street Preachers, publié le 19 mars 2001 par Epic Records.

## Liste des chansons
Toutes les paroles sont écrites par Nicky Wire, toute la musique est composée par James Dean Bradfield et Sean Moore.
| No  | Titre                                    | Durée |
| --- | ---------------------------------------- | ----- |
| 1.  | Found That Soul                          | 3:05  |
| 2.  | Ocean Spray (paroles de Bradfield)       | 4:11  |
| 3.  | Intravenous Agnostic                     | 4:02  |
| 4.  | So Why So Sad                            | 4:02  |
| 5.  | Let Robeson Sing                         | 3:46  |
| 6.  | The Year of Purification                 | 3:39  |
| 7.  | Wattsville Blues                         | 4:29  |
| 8.  | Miss Europa Disco Dancer                 | 3:52  |
| 9.  | Dead Martyrs                             | 3:23  |
| 10. | His Last Painting                        | 3:16  |
| 11. | My Guernica                              | 4:56  |
| 12. | The Convalescent                         | 5:54  |
| 13. | Royal Correspondent                      | 3:31  |
| 14. | Epicentre                                | 6:26  |
| 15. | Baby Elián                               | 3:37  |
| 16. | Freedom of Speech Won't Feed My Children | 2:59  |